# Peso de Guinée-Bissau
Le peso de Guinée-Bissau ((pt) peso da Guiné Bissau) est l'ancienne monnaie officielle de la Guinée-Bissau indépendante, émise à partir de 1975. Après une période d'hyperinflation, elle est remplacée en 1997 par le franc CFA (UEMOA).

## Émissions
Arrimé au départ sur l'escudo portugais, le peso était divisé en 100 centavos.

### Pièces de monnaie
Quatre types de pièces ont été frappées à la Imprensa Nacional - Casa da Moeda de Lisbonne en 1977 : 50 centavos en aluminium, 1 et 2½ pesos en bronze-aluminium, 5 et 20 pesos en cupronickel.

### Billets de banque
Les premiers billets sont imprimés en 1975, aux montants de 50, 100, et 500 pesos.
En 1978, un billet de 1 000 pesos est émis. 
En 1984, un billet de 5 000 pesos est fabriqué, suivi par un billet de  10 000 en 1990.